# Pohiebels (Kreis Friedland/Bartenstein)
Pohiebels ist der Name eines untergegangenen Dorfes in Ostpreußen im Gebiet der heutigen russischen Oblast Kaliningrad (Gebiet Königsberg (Preußen)). Seine Ortsstelle liegt im Bereich des Munizipalkreises Rajon Prawdinsk (Stadtkreis Friedland).

## Geographische Lage
Die Ortsstelle Pohiebels' liegt am westlichen Ufer der Lawa (deutsch Alle) in der südlichen Mitte der Oblast Kaliningrad direkt im Grenzgebiet Russland/Polen. Die einstige Kreis- und heutige Rajonshauptstadt Friedland (russisch Prawdinsk) ist neun Kilometer in nördlicher Richtung entfernt, die zwischenzeitliche  Kreismetropole Bartenstein (polnisch Bartoszyce) liegt 19 Kilometer in südwestlicher Richtung auf polnischem Hoheitsgebiet.

## Geschichte
Pohibels (nach 1820 Pohiebels) war ein Gutsort. 1874 wurde der Gutsbezirk Pohiebels in den neu errichteten Amtsbezirk Klingenberg (heute polnisch Ostre Bardo) im ostpreußischen Kreis Friedland (1927 bis 1945 „Kreis Bartenstein“) eingegliedert. 77 Einwohner zählte Pohiebels im Jahre 1910.
Am 30. September 1928 schloss sich der Gutsbezirk Pohiebels mit der Landgemeinde und mit dem Gutsbezirk Korwlack (russisch Rjabinino) zur neuen Landgemeinde Pohiebels zusammen. Die auf diese Weise neu formierte Gemeinde zählte 1933 151, 1939 159 Einwohner.
Am 1. Oktober 1939 erfolgte die Eingemeindung von Pohiebels in die südliche und heute auf polnischem Hoheitsgebiet gelegene Nachbargemeinde Klingenberg (polnisch Ostre Bardo).
In Folge des Zweiten  Weltkrieges wurde 1945 das gesamte nördliche Ostpreußen an die Sowjetunion abgetreten. Von Pohiebels verliert sich jedoch bald jede Spur. Der Ort wurde wohl nicht mehr besiedelt, eine russische Namensgebung ist auch nicht bekannt. So dürfte das Dorf seine Existenz der  russisch-polnischen Grenzziehung geopfert haben, und es gilt heute als untergegangen. Seine Ortsstelle gehört zum Bereich des Munizipalkreises Rajon Prawdinsk (Stadtkreis Friedland) in der Oblast Kaliningrad (Gebiet Königsberg (Preußen)) der Russischen Föderation.

## Religion
Christentum
Bis 1945 war Pohiebels in das Kirchspiel der Kirche Klingenberg der vereinigten evangelischen Kirchengemeinden Deutsch Wilten-Georgenau-Klingenberg in der Kirchenprovinz Ostpreußen der Kirche der Altpreußischen Union, außerdem in die römisch-katholische Pfarrei Friedland (bis 1931: Pfarrei Tapiau) im damaligen Bistum Ermland eingepfarrt.

## Verkehr
Die Ortsstelle Pohiebels liegt heute unzugänglich im russisch-polnischen Grenzgebiet. Die nächste erreichbare Ortschaft ist die Siedlung Rjabinino (Korwlack) an einer von Prawdinsk kommenden und früher in Klingenberg (heute polnisch Ostre Bardo) endenden Nebenstraße.